# Kabinett Koizumi I (1. Umbildung)
Das zum ersten Mal umgebildete erste Kabinett Koizumi (jap. 第1次小泉第1次改造内閣, daiichiji Koizumi daiichiji kaizō naikaku) regierte Japan unter Führung von Premierminister Jun’ichirō Koizumi vom 30. September 2002 bis zu einer erneuten Kabinettsumbildung am 20. September 2003.

## Staatsminister
| Amt | Name                              | Bild                | Partei  | Faktion   |
| --- | --------------------------------- | ------------------- | ------- | --------- |
| Premierminister | Jun’ichirō Koizumi                | Jun’ichirō Koizumi  | LDP     | (Mori)    |
| Minister für Innere Angelegenheiten und Kommunikation | Toranosuke Katayama               | Toranosuke Katayama | LDP     | Hashimoto |
| Justizministerin | Mayumi Moriyama                   | Mayumi Moriyama     | LDP     | Kōmura    |
| Außenminister(in) | Yoriko Kawaguchi                  | Yoriko Kawaguchi    | LDP     | —         |
| Finanzminister | Shiokawa Masajūrō                 | Shiokawa Masajūrō   | LDP     | Mori      |
| Ministerin für Bildung, Kultur, Sport, Wissenschaft und Technologie | Atsuko Tōyama                     | Atsuko Tōyama       | —       | —         |
| Minister für Gesundheit, Arbeit und Soziales | Chikara Sakaguchi                 | Chikara Sakaguchi   | Kōmeitō | —         |
| Minister für Landwirtschaft, Forsten und Fischerei | Tadamori Ōshima bis 1. April 2003 | Tadamori Ōshima     | LDP     | Kōmura    |
| Minister für Landwirtschaft, Forsten und Fischerei | Yoshiyuki Kamei ab 1. April 2003  | Yoshiyuki Kamei     | LDP     | Yamasaki  |
| Wirtschaft, Handel und Industrie zuständig für die Weltausstellung | Takeo Hiranuma                    | Takeo Hiranuma      | LDP     | Yamasaki  |
| Ministerin für Land, Infrastruktur und Transport zuständig für die Übertragung von Hauptstadtfunktionen                                                                                        | Chikage Ōgi                       | Chikage Ōgi         | KP/NKP  | —         |
| Umweltminister zuständig für globale Umweltfragen | Shun’ichi Suzuki                  | Shun’ichi Suzuki    | LDP     | Horiuchi  |
| Chefkabinettssekretär | Yasuo Fukuda                      | Yasuo Fukuda        | LDP     | Mori      |
| Vorsitzender der Nationalen Kommission für Öffentliche Sicherheit Staatsminister für die Wiederbelebung der Industrie Staatsminister für Lebensmittelsicherheit                                | Sadakazu Tanigaki                 | Sadakazu Tanigaki   | LDP     | Ozato     |
| Leiter der Verteidigungsbehörde | Shigeru Ishiba                    | Shigeru Ishiba      | LDP     | Hashimoto |
| Staatsminister für Angelegenheiten von Okinawa und der Nördlichen Territorien Staatsminister für Datenschutz Staatsminister für Wissenschafts- und Technologiepolitik zuständig für IT-Politik | Hiroyuki Hosoda                   | Hiroyuki Hosoda     | LDP     | Mori      |
| Staatsminister für den Finanzsektor Staatsminister für Wirtschafts- und Steuerpolitik | Heizō Takenaka                    | Heizō Takenaka      | LDP     | —         |
| Staatsminister für Deregulierung zuständig für Verwaltungsreform | Nobuteru Ishihara                 | Nobuteru Ishihara   | LDP     | —         |
| Staatsminister für Strukturreform in Sonderbereichen Staatsminister für Katastrophenmanagement                                                                                                 | Yoshitada Kōnoike                 | Yoshitada Kōnoike   | LDP     | Kōno      |

Anmerkungen: Der Premierminister gehört während seiner Amtszeit offiziell keiner Faktion an. Minister, die bereits dem vorherigen Kabinett angehörten, kursiv.

## Rücktritt
- Landwirtschaftsminister Ōshima trat wegen eines Spendenskandals zurück.[3]